# Table Bay (baai in Canada)
De Table Bay is een baai in de Canadese provincie Newfoundland en Labrador. De ongeveer 130 km² metende baai bevindt zich aan de oostkust van het schiereiland Labrador en is erkend als een Important Bird Area van continentale significantie.

## Geografie
De Table Bay bevindt zich zo'n 30 km ten oosten van de gemeente Cartwright. Bij zijn overgang in de Atlantische Oceaan, tussen de kapen North Head en South Head, is de baai 9,5 km breed. Centraal op die overgang ligt Entry Island, een klein eiland dat de toegang tot de baai aangeeft. De noordzijde van de baai grenst aan het Cape North-schiereiland.
Het hoofdgedeelte van baai is ovaalvormig en gaat in westelijke richting zo'n 15 km ver het binnenland in. De maximale breedte van de baai bedraagt 12 km. In de oostelijke helft van de Table Bay bevindt zich geen enkel eiland. In het westelijke gedeelte liggen daarentegen meerdere eilanden, waaronder twee grote. Het betreft het zuidelijk gelegen Ledge Island (7,9 km²) en het noordelijk gelegen Star Island (1,15 km²). Andere noemenswaardige eilanden zijn Little Star Island (0,22 km²) en Duck Island (0,10 km²).
In het uiterste westen van de Table Bay begint een relatief smalle en zeer kronkelige zijarm. Deze zeearm staat bekend als de Table Harbour en snijdt in westelijke richting nog 7,5 km verder het binnenland in, met breedtes die variëren van 2 km tot slechts 300 m. Aan het verste punt van die smalle zeearm bevindt zich de locatie van Table Bay, een voormalige vissersnederzetting die sinds de jaren 1950 verlaten is. De Table Harbour is voor boten het best bereikbaar via de South Road, de vaarroute langs de zuidzijde van Ledge Island.
Tussen de Table Harbour en de landengte van het Cape North-schiereiland ligt de opvallende en 129 m hoge Table Hill, waarnaar de baai vernoemd is.

## Geschiedenis
Zeker vanaf de late 18e eeuw werd de Table Bay door vissers en schippers sporadisch gebruikt als overwinteringsplaats. In de 19e eeuw ontstond er aan de zijarm Table Harbour een kleine nederzetting die ook de naam Table Bay droeg.
Het gehucht werd hervestigd in de periode na de Tweede Wereldoorlog. Vrijwel alle sporen van het spookdorp zijn na vele decennia van leegstand grotendeels overgroeid door het oprukkende woud.
De hervestiging van het kleine gehucht betekende niet het einde van de menselijke aanwezigheid in en rond de Table Bay. De baai blijft tot vandaag aantrekkelijk, niet alleen voor visserij maar ook en niet in het minst voor zowel legale jacht als wildstroperij. Het verzamelen van vogeleieren was eveneens lang erg gebruikelijk, al is dit in de 21e eeuw verminderd. Deze activiteiten zijn primair gericht op vanuit beschermingsstandpunt weinig belangrijke vogelsoorten zoals de Canadese gans en de Amerikaanse zwarte eend.

## Vogelhabitat

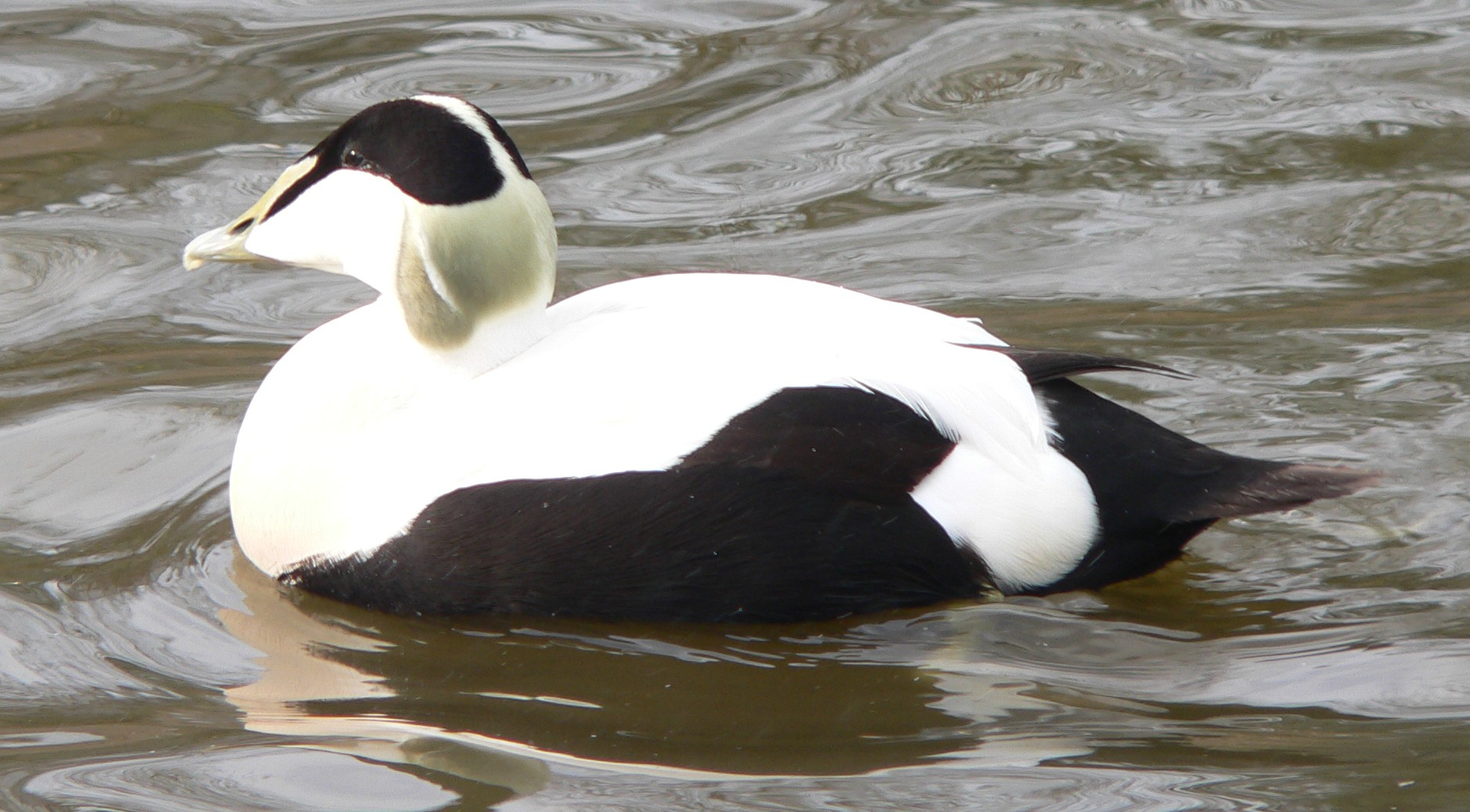
Een mannelijke eidereend in zijn zomerverenkleed.

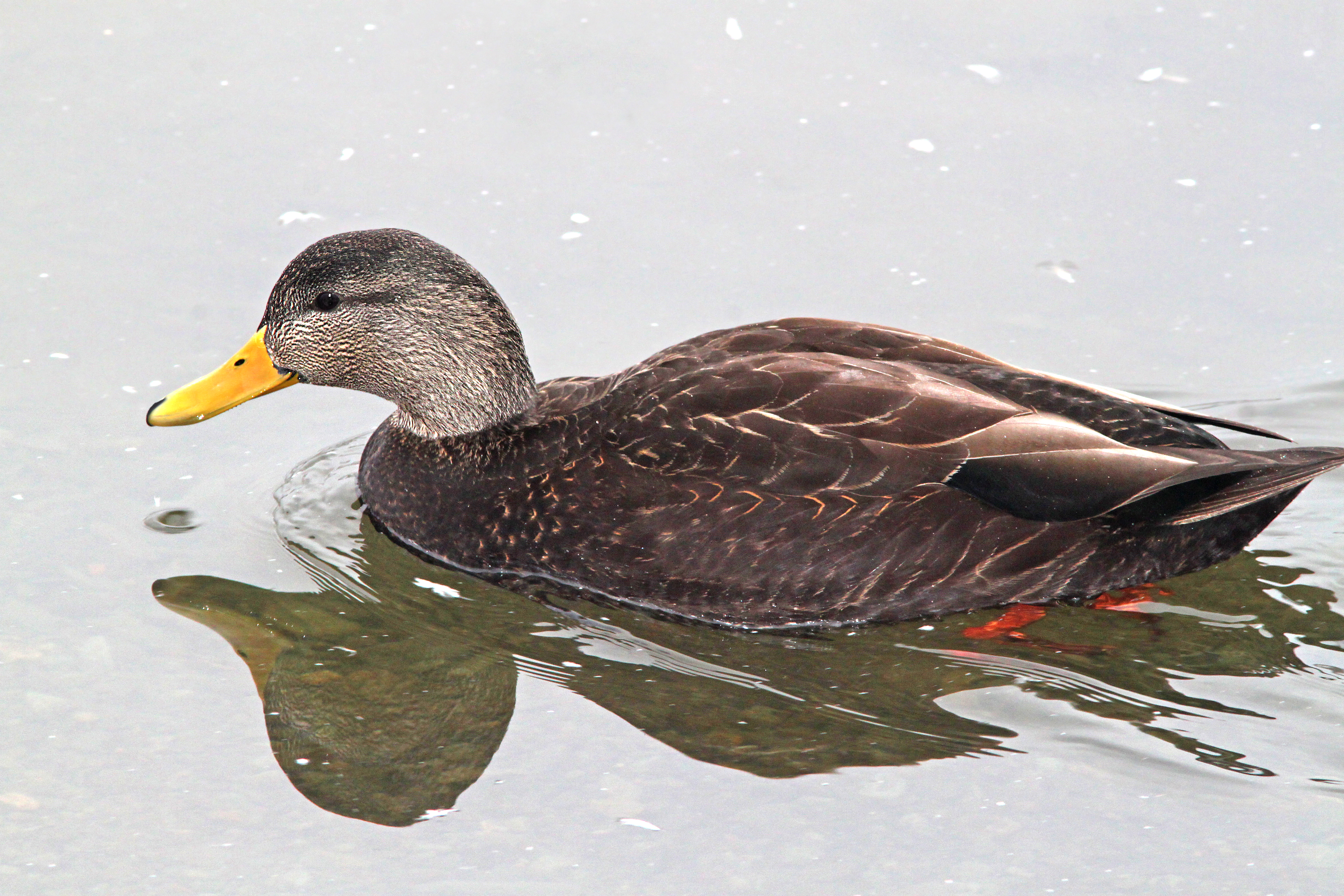
De Amerikaanse zwarte eend komt veel voor in de Table Bay

Nergens anders in Labrador broeden er meer eiders dan in de omgeving van de Table Bay. De eiderkolonies bevinden zich allen op kleine, rotsachtige en dus voor roofdieren moeilijk toegankelijke eilandjes. De belangrijkste eilanden liggen zowel in de Table Bay als in de omliggende open wateren. In de baai gelegen broedkolonies bevinden zich onder meer op Woody Island, Grassy Island, Duck Island, Little Duck Island en de Lookout Rocks.
In de zomermaanden komen ruiende brilzee-eenden eveneens in groten getale voor in de Table Bay. Andere veelvoorkomende soorten in en rond de Table Bay zijn de Canadese gans en de Amerikaanse zwarte eend.

### Bescherming
De baai en haar eilanden zijn vanwege hun belang voor zeevogels, voornamelijk de eider, erkend als een Important Bird Area van continentale significantie. Het IBA meet 305,79 km² en omvat naast de Table Bay zelf ook de 8 km zuidoostelijker gelegen zee-inham Sand Hill Cove evenals enkele eilanden in de Atlantische Oceaan die een aantal kilometer buiten de baai liggen (waaronder Collingham Island en Devils Lookout Island).
In 2010 sloten het provinciebestuur en het gemeentebestuur van Cartwright een samenwerkingsverband om de wateren van de Table Bay en de wijde omgeving eromheen officieel te beschermen. De zogenaamde stewardship zone is met 876,8 km² meer dan dubbel zo groot als het IBA. Het beschermde zeegedeelte omvat naast het IBA ook noordelijker gelegen zee-eilanden zoals Grady Island en Black Island en wateren verder westwaarts van die eilanden, reikend tot aan de kust met het nabij Cartwright gelegen Huntingdon Island.
Zowel de Newfoundland Wildlife Division als de Table Bay Eider Duck Conservation Committee zijn actief met programma's voor het verbeteren van nesthabitats. Ze voeren regelmatige patrouilles van de eidereendenkolonies uit tijdens het broedseizoen.